# Scott Caan
Scott Caan, narozen jako Scott Andrew Caan (* 23. srpna 1976, Los Angeles, Kalifornie, USA) je americký herec známý především v roli detektiva Dannyho Williamse z amerického seriálu Hawaii Five-0, za kterou byl nominován na Zlatý glóbus. Jeho otec je americký filmový herec James Caan.

## Životopis
Scott Caan se narodil v Los Angeles, jako syn herce James Caana a modelky Sheily Marie Ryan. Když byl Caanovi rok, jeho rodiče se rozvedli. Jeho prarodiče z otcovy strany byli židovští přistěhovalci z Německa. Scott Caan má starší sestru Taru Caan a tři mladší nevlastní bratry: Alexander James Caan (*1991), Jacob Nicholas Caan (*1995), a James Caan Arthur (* 1998).
V mládí byl jeho oblibou baseball. V pozdějších letech byla jeho pozornost soustředěna na hip-hop, přičemž se svým přítelem Danielem Alanem Mamanem (The Alchemist) založili rapové duo s názvem The Whooliganz, které ale působilo pouze tři roky. V této době také pomáhal na koncertech rapových kapel Cypress Hill a House of Pain. Na naléhání matky začal chodit na hodiny herectví do Playhouse West v Los Angeles a od poloviny devadesátých let se začal objevovat v nízkorozpočtových a nezávislých filmech. Poprvé se před kamerou ukázal v roce 1995 ve filmu A Boy Called Hate se svým otcem Jamesem Caanem. V roce 1998 se Scott Caan objevuje do té doby v jeho největší filmové roli, ve filmu Nepřítel státu (1998). V dalších letech už jako slavnější herec získal roli ve filmech Varsity Blues (1999), Riziko (2000), 60 sekund (2000), American Outlaws (2001), Novocaine (2001), a Sonny (2002) nebo v trilogii Dannyho parťáci. Krom toho, se objevil také filmech, ke kterým napsal scénář, nebo je také režíroval, jako například: Dallas 362 (2003) a The Dog Problem (2006). Mezi další filmy ve kterých hrál patří: Vincentův svět (2004), Into the Blue (2005) Friends with Money (2006).
V roce 2010 získal jednu z hlavních rolí v seriálu Hawaii Five-0 americké stanice CBS, za kterou byl nominován na Zlatý glóbus. V září 2016 už tento seriál vstoupí do své sedmé série. Ve stejně roli, se také objevil v jedné epizodě seriálu NCIS: Los Angeles.

## Soukromý život a zajímavosti
- Scott Caan je držitelem černého pásku v brazilském Jiu-Jitsu.

- 9. června 2014 se mu narodila dcera Josie James Caan

## Filmografie
| Rok  | Název filmu                          | Role                       | Poznámky                                                         |
| ---- | ------------------------------------ | -------------------------- | ---------------------------------------------------------------- |
| 1995 | A Boy Called Hate                    | Steve/Hate                 |                                                                  |
| 1996 | Aaron Gillespie Will Make You a Star | Sean                       |                                                                  |
| 1996 | Last Resort                          | Strut                      | Nominovaný na Critics Award at CineVegas (spolu s Harvey Silver) |
| 1997 | Nowhere                              | Ducky                      |                                                                  |
| 1997 | Bongwater                            | Bobby                      |                                                                  |
| 1998 | Nowhere to Go                        | Romeo                      |                                                                  |
| 1998 | Nepřítel státu                       | Jones                      |                                                                  |
| 1999 | Varsity Blues                        | Charlie Tweeder            |                                                                  |
| 1999 | Saturn                               | Drew                       |                                                                  |
| 1999 | Černá a bílá                         | Scotty                     |                                                                  |
| 2000 | Boiler Room                          | Richie O'Flaherty          |                                                                  |
| 2000 | Ready to Rumble                      | Sean Dawkins               |                                                                  |
| 2000 | Gone in 60 Seconds                   | Tumbler                    |                                                                  |
| 2001 | American Outlaws                     | Cole Younger               |                                                                  |
| 2001 | Novocaine                            | Duane Ivey                 |                                                                  |
| 2001 | Dannyho parťáci                      | Turk Malloy                | Nominovaný na MTV Movie Award                                    |
| 2002 | Sonny                                | Jesse                      |                                                                  |
| 2003 | Dallas 362                           | Dallas                     | Také scénář a režie Critics Award at CineVegas                   |
| 2004 | In Enemy Hands                       | Lt. Cmdr. Randall Sullivan |                                                                  |
| 2004 | Dannyho parťáci 2                    | Turk Malloy                |                                                                  |
| 2005 | Do hlubiny                           | Bryce                      |                                                                  |
| 2006 | Friends with Money                   | Mike                       |                                                                  |
| 2006 | Lonely Hearts                        | detektiv Reilly            |                                                                  |
| 2006 | Šablona:The Dog Problem              | Casper                     | Také scénář a režie                                              |
| 2007 | Zákony Brooklynu                     | Carmine Mancuso            |                                                                  |
| 2007 | Dannyho parťáci 3                    | Turk Malloy                | Nominovaný na Teen Choice Awards                                 |
| 2007 | Příběhy z USA                        | Hayden Field               |                                                                  |
| 2008 | Seznamte se s Davem                  | strážník Dooley            |                                                                  |
| 2009 | Mercy                                | Johnny Ryan                | také scenárista a producent                                      |
| 2009 | Deep in the Valley                   | Rod Cannon                 |                                                                  |
| 2010 | A Beginner's Guide to Endings        | Cal White                  |                                                                  |
| 2013 | 3 Geezers!                           | Scott                      |                                                                  |
| 2015 | Two for One                          | Alexander Clarke           |                                                                  |
| 2015 | Ruku na to                           | Jake                       |                                                                  |

| Rok     | Název pořadu      | Role                            | Poznámky |
| ------- | ----------------- | ------------------------------- | --- |
| 2006    | Learning to Fly   | Dick                            | neprodaný pilot |
| 2009    | Cop House         | Brian Ford                      | neprodaný pilot |
| 2009–11 | Vincentův svět    | Scott Lavin                     | 19 epizod |
| 2010-20 | Hawaii Five-0     | detektiv Danny "Danno" Williams | Hlavní role TV Guide Award (spolu s Alexem O'Loughlinem) (2013) Nominace na Zlatý glóbus (2011) Nominace na Teen Choice Award (2013) |
| 2012    | NCIS: Los Angeles | detektiv Danny "Danno" Williams | Epizoda: "Touch of Death" |